# Yasmin Ahmad

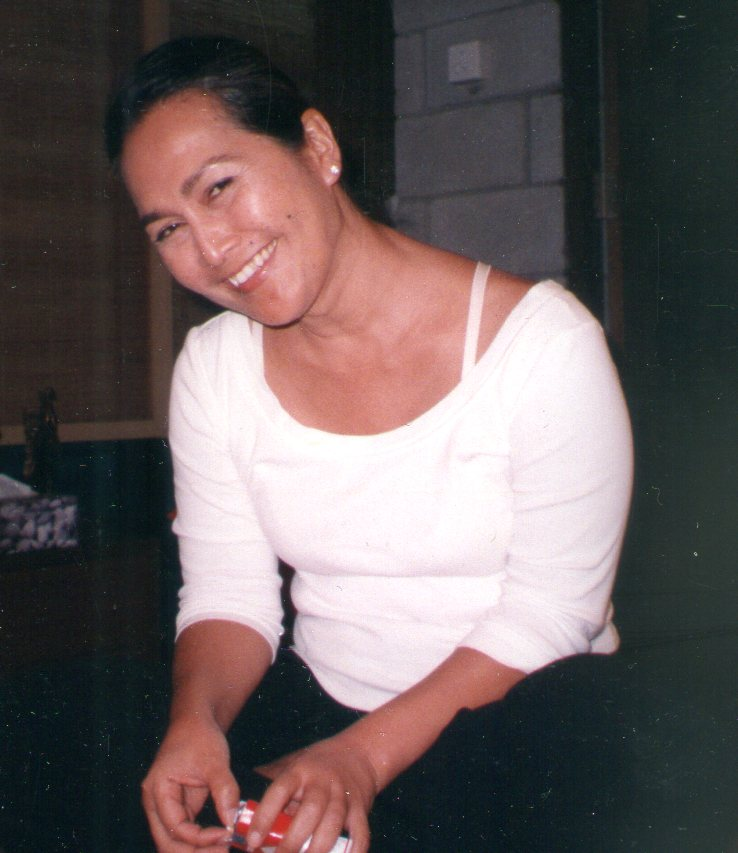
Yasmin Ahmad

Yasmin Ahmad (Muar, 1 juli 1958 - 25 juli 2009) was een Maleisisch regisseur, scenarioschrijfster, producer en actrice.
Ahmad maakte deel uit van een groep jonge regisseurs die een nieuwe wind liet waaien op de internationale filmscène. Zij regisseerde drie speelfilms,  Chinese Eyes (2004), Anxiety (2006) en Mukhsin (2006), die met tederheid en durf een beeld tekenen van de alledaagse werkelijkheid en die breekt met de traditionele moraal van de Maleisische maatschappij.
Yasmin Ahmad overleed op 25 juli 2009 aan de gevolgen van een beroerte en bloeding in de hersenen, welke ze op 23 juli 2009 kreeg.

## Filmografie
Als regisseur
- 2003: Rabun (tv)
- 2004: Sepet
- 2006: Gubra
- 2006: Mukhsin

Als scenarioschrijfster
- 2003: Rabun (tv)
- 2004: Sepet
- 2006: Gubra
- 2006: Mukhsin

Als producente
- 2005: Majidee
- 2005: Raining Amber
- 2006: The Amber Sexalogy

Als actrice
- 2006: Tai yang yue